# Uloborus metae
Espèce
Uloborus metae est une espèce d'araignées aranéomorphes de la famille des Uloboridae.

## Distribution
Cette espèce est endémique de Colombie.

## Description
La femelle holotype mesure 5,38 mm et le mâle paratype 3,40 mm.

## Étymologie
Son nom d'espèce lui a été donné en référence au lieu de sa découverte, le département du Meta.

## Publication originale
- Opell, 1981 : New Central and South American Uloboridae (Arachnida, Araneae). Bulletin of the American Museum of Natural History, no 170, p. 219-228 (texte intégral).